# Landkreis Sinsheim
Der Landkreis Sinsheim war ein Landkreis in Baden-Württemberg, der im Zuge der Kreisreform am 1. Januar 1973 aufgelöst wurde.

## Geographie

### Lage
Der Landkreis Sinsheim lag im Nordwesten Baden-Württembergs.
Geographisch hatte er überwiegend Anteil am nördlichen Kraichgau. Die Kreisstadt lag etwa in der Mitte des Landkreises.

### Nachbarkreise
Seine Nachbarkreise waren 1972 im Uhrzeigersinn beginnend im Nordwesten Heidelberg, Mosbach, Heilbronn, Vaihingen, Karlsruhe und Bruchsal.

## Geschichte
Das Gebiet des Landkreises Sinsheim gehörte vor 1803 überwiegend zur Kurpfalz. Dann kam es an das Land Baden, das 1806 zum Großherzogtum erhoben wurde. Es entstanden Ämter und so auch 1813 das Bezirksamt Sinsheim, das mit dem benachbarten Bezirksamt Neckarbischofsheim den überwiegenden Teil des späteren Landkreises Sinsheim abdeckte. 1840 wurde Sinsheim und das benachbarte Amt Eberbach zu Großherzoglich-Badisch-Fürstlich-Leiningischen Bezirksämtern erhoben. Gleichzeitig wurde für die Fürstlich-leiningischen Orte das Bezirksamt Hoffenheim eingerichtet, das jedoch bereits 1849 wieder aufgelöst wurde. 1864 wurde das Bezirksamt Neckarbischofsheim aufgelöst und sein Gebiet dem Bezirksamt Sinsheim zugeordnet, das zum Landeskommissärbezirk Mannheim gehörte. 1924 wurde das Bezirksamt Eppingen aufgelöst und ein Teil der Orte kam zum Bezirksamt Sinsheim. Wie alle badischen Bezirksämter erhielt das Bezirksamt Sinsheim 1939 aufgrund des „Gesetzes über die Landkreisselbstverwaltung“ die Bezeichnung Landkreis Sinsheim.
Nach der Bildung des Landes Baden-Württemberg 1952 gehörte der Landkreis Sinsheim zum Regierungsbezirk Nordbaden. Durch die Gemeindereform ab 1970 veränderte sich das Kreisgebiet in drei Fällen. Am 1. September 1971 wurde die Gemeinde Landshausen dem Landkreis Bruchsal zugeordnet, weil sie am gleichen Tag Teil der neu gebildeten Stadt Kraichtal wurde. Am 1. Januar 1972 wurden die Gemeinden Eichelberg und Tiefenbach in die Gemeinde Östringen eingegliedert und gehörten damit ebenfalls zum Landkreis Bruchsal.
Mit Wirkung vom 1. Januar 1973 wurde der Landkreis Sinsheim schließlich aufgelöst. Der nördliche Teil und mit ihm die Kreisstadt Sinsheim wurde dem neu gebildeten Rhein-Neckar-Kreis, der südliche Teil dem Landkreis Heilbronn zugeordnet. Sechs Gemeinden kamen zum Landkreis Karlsruhe. Rechtsnachfolger des Landkreises Sinsheim wurde der Rhein-Neckar-Kreis.

### Einwohnerentwicklung
Alle Einwohnerzahlen sind Volkszählungsergebnisse.
| Jahr               | Einwohner |
| ------------------ | --------- |
| 17. Mai 1939       | 51.550    |
| 31. Dezember 1945  | 63.417    |
| 13. September 1950 | 79.015    |

| Jahr         | Einwohner |
| ------------ | --------- |
| 6. Juni 1961 | 76.202    |
| 27. Mai 1970 | 88.254    |

Der starke Anstieg der Bevölkerung während und unmittelbar nach dem Zweiten Weltkrieg ist dem Zustrom von Flüchtlingen und Vertriebenen geschuldet. Da während des Krieges der männliche Zustrom durch Verlagerungsverluste unter der männlichen Bevölkerung nahezu ausgeglichen wurde, während im selben Zeitraum von 1939 bis 1945 die weibliche Bevölkerung um rund 40 % zunahm, bestand in der Folgezeit ein deutlicher Frauenüberschuss.

## Politik

### Landrat
Die Oberamtmänner bzw. Landräte des Bezirksamts bzw. Landkreises Sinsheim 1813–1972:
- 1813–1823: Georg Bäuerle
- 1823–1834: Moritz Sigel
- 1834–1840: Joseph Lang
- 1841–1844: Makarius Felleisen
- 1845–1847: Wilhelm Bulster
- 1847–1848: Franz Anton Staiger
- 1848–1849: Philipp Bode
- 1849–1852: Ludwig Adolph Wilhelmi
- 1852–1871: Leopold Otto
- 1871–1877: Otto Frey
- 1877–1882: Karl August Kopp
- 1882–1886: Albert Jung
- 1886–1890: Max Becker
- 189000000: Richard Teubner
- 1890–1896: Ludwig Gaddum
- 1896–1902: Franz Keim
- 1902–1904: Adolf von Boeckh
- 1904–1908: Hermann Ludwig Pfeiffer
- 1908–1913: August Maier
- 1914–1924: Alfred Tritscheler
- 1924–1925: Friedreich Thoma
- 1926–1935: Paul Strack
- 1935–1939: Friedrich Denzel
- 1939–1945: Walter Schäfer
- 1945–1946: Roman Großmann (kommissarisch)
- 1946: Gottlob Barth (kommissarisch)
- 1946: Kurt von Kirchenheim (kommissarisch)
- 1946: Wolfgang Rutschke (mit der Wahrnehmung der Geschäfte beauftragt)
- 1946–1947: Hermann Lindner (kommissarisch)
- 1947–1948: Johann Gutermann
- 1948: Ludwig Bernheim
- 1948–1949: Georg Steinbrenner (mit der Wahrnehmung der Geschäfte beauftragt)
- 1949–1950: Walther Reidel (kommissarisch)
- 1950–1972: Paul Herrmann

### Wappen
Das Wappen des Landkreises Sinsheim zeigte in Gold einen rot bewehrten, schwarzen Adler, belegt mit einem von Gold und Schwarz gespaltenen Brustschild, darin vorne ein roter Schrägbalken, hinten ein rot gekrönter, rot bewehrter und rot bezungter goldener Löwe. Das Wappen wurde dem Landkreis Sinsheim am 17. Mai 1956 durch das Innenministerium Baden-Württemberg verliehen.
Das Wappen spiegelt die historischen Herrschaftsverhältnisse im Kreisgebiet wider. Der Adler symbolisiert die Reichsritterschaft Kraichgau, zu der einige Gemeinden des Kreises bis 1803 gehörten. Der Großteil gehörte jedoch zur Kurpfalz. Daher ist der kurpfälzisch-bayerische Löwe abgebildet. Der Schrägbalken ist dem badischen Wappen entnommen. Er wird auch im Eppinger Stadtwappen geführt, der zweitgrößten Stadt des Kreises.

## Wirtschaft und Infrastruktur

### Verkehr

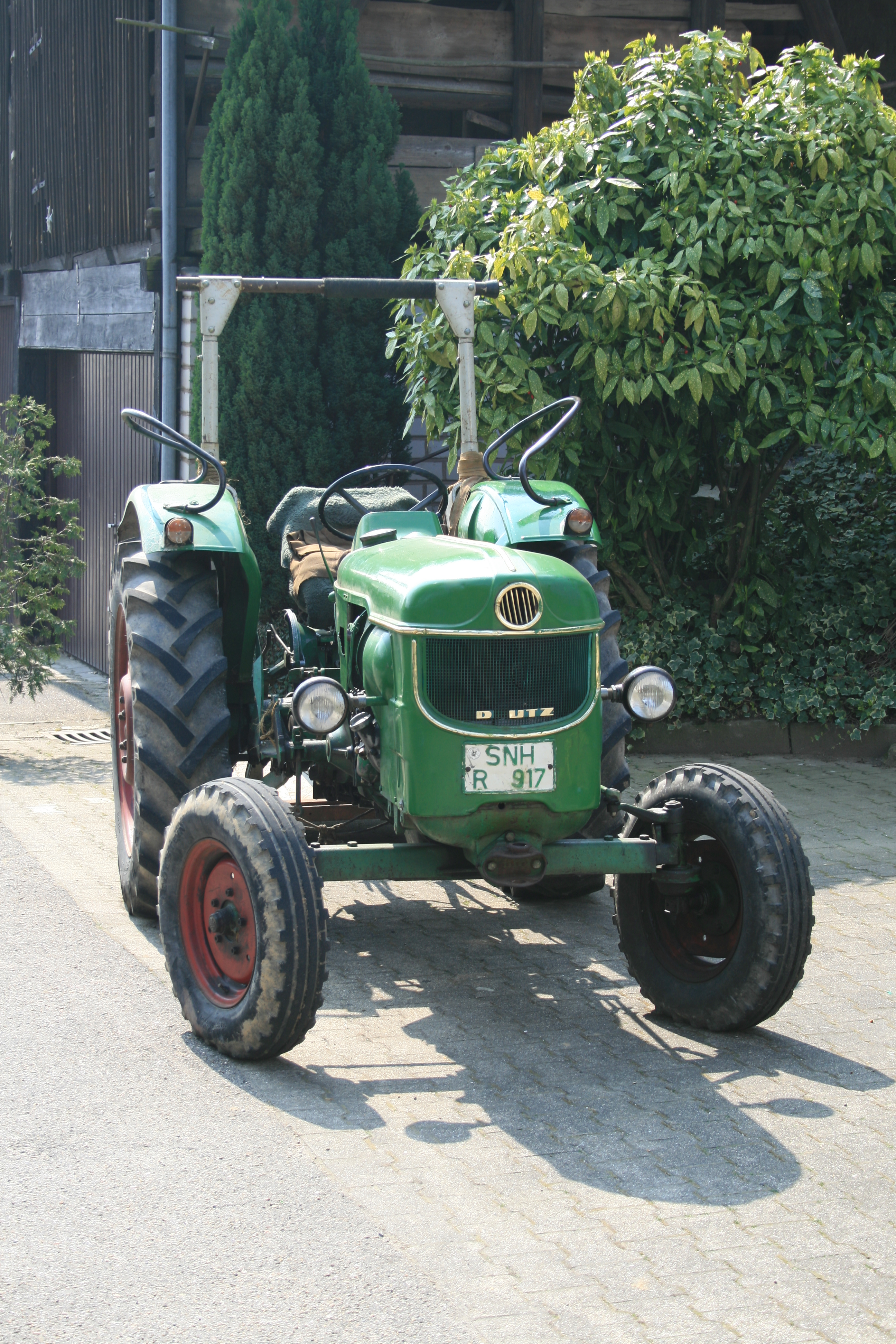
Deutz-Traktor mit historischem Kennzeichen für den Landkreis Sinsheim, SNH

Neben der Bundesautobahn 6 Mannheim-Heilbronn führen die Bundesstraßen 39, 45 und 292 durch das ehemalige Kreisgebiet.
Bei der Schiene sind die Elsenztalbahn und die Bahnstrecke Steinsfurt–Eppingen zu nennen.

## Gemeinden
Zum Landkreis Sinsheim gehörten ab 1938 zunächst 52 Gemeinden, davon 4 Städte. 1945 wurde von der amerikanischen Besatzung die Stadt Bad Wimpfen, die bis dahin zu Hessen gehörte, dem Landkreis Sinsheim zugeordnet, doch kam diese 1952 auf Wunsch der Bevölkerung zum Landkreis Heilbronn.
Am 7. März 1968 stellte der Landtag von Baden-Württemberg die Weichen für eine Gemeindereform. Mit dem Gesetz zur Stärkung der Verwaltungskraft kleinerer Gemeinden war es möglich, dass sich kleinere Gemeinden freiwillig zu größeren Gemeinden vereinigen konnten. Den Anfang machte im Landkreis Sinsheim die Gemeinde Flinsbach, die sich mit Wirkung vom 1. Januar 1970 mit der Gemeinde Helmstadt vereinigte. In der Folgezeit reduzierte sich die Zahl der Gemeinden stetig, bis der Landkreis Sinsheim schließlich am 1. Januar 1973 aufgelöst wurde.
Die größte Gemeinde des Landkreises war die Kreisstadt Sinsheim. Die kleinste Gemeinde war Bockschaft.
In der Tabelle stehen die Gemeinden des Landkreises Sinsheim vor der Gemeindereform. Die Einwohnerangaben beziehen sich auf die Volkszählungsergebnisse in den Jahren 1961 und 1970.
| frühere Gemeinde          | heutige Gemeinde   | heutiger Landkreis | Einwohner am 6. Juni 1961 | Einwohner am 27. Mai 1970 |
| ------------------------- | ------------------ | ------------------ | ------------------------- | ------------------------- |
| Adelshofen                | Eppingen           | Heilbronn          | 904                       | 1009                      |
| Adersbach                 | Sinsheim           | Rhein-Neckar-Kreis | 363                       | 349                       |
| Babstadt                  | Bad Rappenau       | Heilbronn          | 574                       | 548                       |
| Bad Rappenau              | Bad Rappenau       | Heilbronn          | 3899                      | 5404                      |
| Bargen                    | Helmstadt-Bargen   | Rhein-Neckar-Kreis | 701                       | 893                       |
| Berwangen                 | Kirchardt          | Heilbronn          | 845                       | 898                       |
| Bockschaft                | Kirchardt          | Heilbronn          | 115                       | 110                       |
| Daisbach                  | Waibstadt          | Rhein-Neckar-Kreis | 748                       | 920                       |
| Dühren                    | Sinsheim           | Rhein-Neckar-Kreis | 1112                      | 1178                      |
| Ehrstädt                  | Sinsheim           | Rhein-Neckar-Kreis | 425                       | 434                       |
| Eichelberg                | Östringen          | Karlsruhe          | 438                       | 567                       |
| Eichtersheim              | Angelbachtal       | Rhein-Neckar-Kreis | 1027                      | 1384                      |
| Elsenz                    | Eppingen           | Heilbronn          | 1580                      | 1591                      |
| Epfenbach                 | Epfenbach          | Rhein-Neckar-Kreis | 1682                      | 1931                      |
| Eppingen, Stadt           | Eppingen           | Heilbronn          | 5501                      | 6708                      |
| Eschelbach                | Sinsheim           | Rhein-Neckar-Kreis | 1551                      | 1787                      |
| Eschelbronn               | Eschelbronn        | Rhein-Neckar-Kreis | 1973                      | 2253                      |
| Flinsbach                 | Helmstadt-Bargen   | Rhein-Neckar-Kreis | 444                       | –                         |
| Gemmingen                 | Gemmingen          | Heilbronn          | 2017                      | 2458                      |
| Grombach                  | Bad Rappenau       | Heilbronn          | 866                       | 941                       |
| Hasselbach                | Sinsheim           | Rhein-Neckar-Kreis | 235                       | 235                       |
| Helmstadt                 | Helmstadt-Bargen   | Rhein-Neckar-Kreis | 2110                      | 2293                      |
| Hilsbach, Stadt           | Sinsheim           | Rhein-Neckar-Kreis | 1479                      | 1521                      |
| Hoffenheim                | Sinsheim           | Rhein-Neckar-Kreis | 2081                      | 2469                      |
| Ittlingen                 | Ittlingen          | Heilbronn          | 1600                      | 1665                      |
| Kirchardt                 | Kirchardt          | Heilbronn          | 1755                      | 1952                      |
| Kürnbach                  | Kürnbach           | Karlsruhe          | 1851                      | 2096                      |
| Landshausen               | Kraichtal          | Karlsruhe          | 807                       | 824                       |
| Michelfeld                | Angelbachtal       | Rhein-Neckar-Kreis | 1710                      | 1912                      |
| Mühlbach                  | Eppingen           | Heilbronn          | 1467                      | 1701                      |
| Neckarbischofsheim, Stadt | Neckarbischofsheim | Rhein-Neckar-Kreis | 2546                      | 2843                      |
| Neidenstein               | Neidenstein        | Rhein-Neckar-Kreis | 1092                      | 1346                      |
| Obergimpern               | Bad Rappenau       | Heilbronn          | 1268                      | 1333                      |
| Reichartshausen           | Reichartshausen    | Rhein-Neckar-Kreis | 1226                      | 1457                      |
| Reihen                    | Sinsheim           | Rhein-Neckar-Kreis | 1407                      | 1443                      |
| Richen                    | Eppingen           | Heilbronn          | 1154                      | 1240                      |
| Rohrbach am Gießhübel     | Eppingen           | Heilbronn          | 1027                      | 1176                      |
| Rohrbach bei Sinsheim     | Sinsheim           | Rhein-Neckar-Kreis | 889                       | 1051                      |
| Siegelsbach               | Siegelsbach        | Heilbronn          | 1224                      | 1409                      |
| Sinsheim, Stadt           | Sinsheim           | Rhein-Neckar-Kreis | 6532                      | 8056                      |
| Stebbach                  | Gemmingen          | Heilbronn          | 668                       | 717                       |
| Steinsfurt                | Sinsheim           | Rhein-Neckar-Kreis | 2103                      | 2266                      |
| Sulzfeld (Baden)          | Sulzfeld           | Karlsruhe          | 3385                      | 4121                      |
| Tiefenbach                | Östringen          | Karlsruhe          | 805                       | 833                       |
| Treschklingen             | Bad Rappenau       | Heilbronn          | 361                       | 429                       |
| Untergimpern              | Neckarbischofsheim | Rhein-Neckar-Kreis | 579                       | 582                       |
| Waibstadt                 | Waibstadt          | Rhein-Neckar-Kreis | 3151                      | 3776                      |
| Waldangelloch             | Sinsheim           | Rhein-Neckar-Kreis | 1070                      | 1199                      |
| Weiler                    | Sinsheim           | Rhein-Neckar-Kreis | 1167                      | 1365                      |
| Wollenberg                | Bad Rappenau       | Heilbronn          | 238                       | 225                       |
| Zaisenhausen              | Zaisenhausen       | Karlsruhe          | 1394                      | 1641                      |
| Zuzenhausen               | Zuzenhausen        | Rhein-Neckar-Kreis | 1500                      | 1715                      |

## Kfz-Kennzeichen
Am 1. Juli 1956 wurde dem Landkreis bei der Einführung der bis heute gültigen Kfz-Kennzeichen das Unterscheidungszeichen SNH zugewiesen. Es wurde bis zum 31. Dezember 1972 ausgegeben.